# VR Sr2電気機関車
Sr2は、フィンランドの鉄道会社VRグループが運用する電気機関車である。従来のSr1形電気機関車の後継機として、1995年から2003年にかけて46両がスイス・ロコモティブ・アンド・マシン・ワークスとアセア・ブラウン・ボベリにより製造された。
スイスのRe460形を基としたSr2形は、フィンランド鉄道で最強最速の電気機関車であり、最高速度は200km/hに対応している。旅客列車、貨物列車の双方の用途に使用されており、フィンランド国内のインターシティの主要な牽引機である。
愛称は Alppiruusu（エーデルワイス）や Käkikello（郭公時計）であり、両方ともスイスの国を代表する事物であり、スイス製の車両であることからこの愛称がついている。